# Хосе Морено Карбонеро
Хосе Морено Карбонеро (шп. José Moreno Carbonero), шпански сликар, рођен је у Малаги 1858. а умро је у Мадриду 1942. године.
Још као веома млад лепо је цртао, и 1868. године уписује Школу лепих уметности у Малаги, где је студирао са Ферандизом. Године 1870. добио је златну медаљу на изложби свог родног града, Малаге.
Био је познат као академски сликар који је такође држао катедру у Школи лепих уметности. Постао је познат по својим сликама са историјстим темама које су се веома цениле у његово доба. Такође је био познат као портретиста, таленат због кога је био веома тражен од стране краљевске породицр и међу аристократијом. Такође је био академик Краљевске академије Сан Фернандо у Мадриду.
Његова најпознатија дела су „Принц од Вијана“, „Конверзија војводе од Гандије“ и „Улазак Руђера де Флора у Константинопољ“ из 1888. године. 
Велики део његових слика се може видети у Музеју лепих уметности у Малаги.